# Behandling af lovforslag
 Denne artikel omhandler overvejende eller alene danske forhold. Hjælp gerne med at gøre artiklen mere almen.
Lovforslag skal behandles i en proces, som lovforslag og beslutningsforslag skal igennem for at kunne vedtages af Folketinget. Love skal igennem 3 behandlinger. Beslutningsforslag skal alene behandles af Folketinget 2 gange.

## Førstebehandling
Førstebehandling, Folketingets første behandling af et lovforslag eller et beslutningsforslag.
Ved førstebehandlingen, der finder sted tidligst to dage efter at forslaget er rundsendt til folketingsmedlemmerne, gør partiernes ordførere rede for deres synspunkter om forslaget. Der kan ikke stilles ændringsforslag under førstebehandlingen. Efter førstebehandlingen bliver forslaget henvist til behandling i et af Folketingets udvalg.

## Andenbehandling
Andenbehandling, Folketingets anden behandling af et lovforslag.
Siden førstebehandlingen har lovforslaget været behandlet i det relevante udvalg, som har udarbejdet en betænkning om det. Ved andenbehandlingen drøftes forslaget generelt, ligesom dets enkelte dele debatteres. Ofte har partierne stillet ændringsforslag til forslaget. Andenbehandlingen slutter med en afstemning hvor disse forslag vedtages eller forkastes.
Hvis Folketinget finder, at forslaget ikke er tilstrækkeligt gennemarbejdet endnu, ryger det til en yderligere udvalgsbehandling. Udvalget udarbejder så en tillægsbetænkning inden tredjebehandlingen af forslaget. Alternativt går forslaget direkte til tredjebehandling.

## Tredjebehandling
Tredjebehandling, Folketingets tredje og sidste behandling af et lovforslag.
Folketingsmedlemmerne drøfter ved tredjebehandlingen eventuelle nye ændringsforslag, der er blevet stillet siden tingets andenbehandling af lovforslaget. Oftest er det kun ordførerne, der er til stede i salen under denne debat. Men umiddelbart inden man går til afstemning hidkaldes alle folketingsmedlemmerne, og der stemmes først om ændringsforslagene, derefter om lovforslaget som helhed og til sidst om den endelige vedtagelse af lovforslaget.
Efter lovforslagets vedtagelse underskrives loven af regenten og af den relevante minister. Loven offentliggøres herefter i Lovtidende, og træder med mindre andet er besluttet, i kraft en uge efter denne offentliggørelse.